# モハメド・アブデラウエ
モハメド "モア"・アブデラウエ（Mohammed "Moa" Abdellaoue, 1985年10月23日- ）は、ノルウェー・オスロ出身の同国代表の元サッカー選手。現役時代のポジションはフォワード。
モロッコにルーツを持ち、弟のムスタファ（en）は"Mos"の愛称で知られるサッカー選手で、同じくノルウェー代表として活動している。また、母方の従兄弟であるオマル・エラブデラウィも同様にノルウェー代表選手である。

## 経歴

### クラブ

#### 初期
モロッコからノルウェーに仕事関係で移住した祖父を持ち、オスロに生まれたアブデラウエはユース時代をHasle-Løren ILとスケイド・フォトバルで過ごした。2003年にスケイドのトップチームに昇格し、6月9日のILヘート（en）戦で途中出場で初出場を飾り、出場4試合目のRaufoss IL戦（2-1勝利）で初得点を含む2得点を決めた。2004年にはクラブ最多得点を挙げる活躍から"Benny Gullfot"と呼ばれ、背番号10を与えられたが、翌年は鼠径部と膝の怪我の影響から僅か5得点に終わり、クラブは3部へ降格した。2006年は得点力を取り戻し、2部復帰に一役買った。
2007年7月24日に1部のヴォレレンガ・フォトバルと3年契約を締結。ヴォレレンガには2007年シーズン終了後からの移籍となるため、スケイドに残留したアブデラウエはクラブ最多得点を挙げる活躍を見せるも、クラブは僅か1年で3部降格となった。

#### ヴォレレンガ
2007年11月15日に正式に加入したアブデラウエは、1季目に1試合でPKを含むハットトリックを達成するなど活躍し、最終的に23試合でクラブ最多となる9得点を挙げた。また、カップ戦では6得点を記録し、特に決勝のスターベクIF戦（4-1勝利）で2得点を挙げる活躍を見せ、タイトル獲得に貢献した。2010年は得点王（16得点）にあと一歩及ばなかったものの、15得点を挙げて最優秀FWに選出された。

#### ハノーファー
2010年8月18日にドイツ1部のハノーファー96と4年契約を締結。移籍金は120万から140万ユーロと見られている。21日のアイントラハト・フランクフルト戦（ホーム2-1勝利）で初出場、28日のシャルケ04戦（アウェイ2-1勝利）で初得点を記録。次節のバイエル・レバークーゼン戦でホームでの初得点を挙げ、2-0とリードを広げるも守りきることが出来ず2-2で引き分けた。次の試合でも、ホーム（4-1勝利）で自身通算3得点目を挙げ、さらに次の1.FCカイザースラウテルン戦で決勝点と得点を量産していき、最終的に加入1季目で10得点を記録した。2季目は開幕のTSG1899ホッフェンハイム戦で30分に得点、10月2日のヴェルダー・ブレーメン戦（3-2勝利）でハットトリックと7試合7得点を記録し、安定した活躍を見せていた結果、同リーグの強豪バイエルン・ミュンヘンから関心を寄せられた。また、ドイツの地での活躍から2011年のノルウェー人年間最優秀選手賞に選出された。
2012-13シーズンは負傷に悩みながらもリーグ戦で8得点を挙げ、これでハノーファー通算80試合29得点となった。

#### シュトゥットガルト
2013年6月11日にVfBシュトゥットガルトへ4年契約で移籍。

#### ヴォレレンガ復帰
2015年8月7日、古巣のヴォレレンガ・フォトバルへ2018年6月までの3年契約で完全移籍した。
2017年12月、膝の故障により現役を引退することを発表した。

### 代表
2008年8月20日のアイルランドとの親善試合（1-1）でノルウェー代表初出場を飾る。同試合では先発出場し、得点を挙げられず81分にクリスティアン・グリンハイムと交代させられたものの、メディアからの評価は良かった。出場7試合目となったUEFA EURO 2012予選のアイスランド戦では初得点を挙げる。2012年2月29日の北アイルランドとの親善試合で普段主将を務めるブレデ・ハンゲランが不在のため、初めて主将を任された。2013年3月のアルバニア戦で通算出場数25試合を達成し、その記念としてGullklokkaが手渡された。

## タイトル
クラブ
 ヴォレレンガ・フォトバル
- ノルウェー・フットボールカップ : 2008

個人
- クニクセン・アワード（英語版）年間最優秀FW部門 : 2010
- クニクセン・アワード（英語版）年間最優秀選手部門 : 2011
- Gullklokka